# Gourhel
Gourhel is een gemeente in het Franse departement Morbihan (regio Bretagne) en telt 402 inwoners (1999). De plaats maakt deel uit van het arrondissement Vannes.

## Geografie
De oppervlakte van Gourhel bedraagt 2,8 km², de bevolkingsdichtheid is 143,6 inwoners per km².
De onderstaande kaart toont de ligging van Gourhel met de belangrijkste infrastructuur en aangrenzende gemeenten.

## Demografie
Onderstaande figuur toont het verloop van het inwonertal (bron: INSEE-tellingen).

1. ↑  Populations de référence 2022.